# Arte marțiale

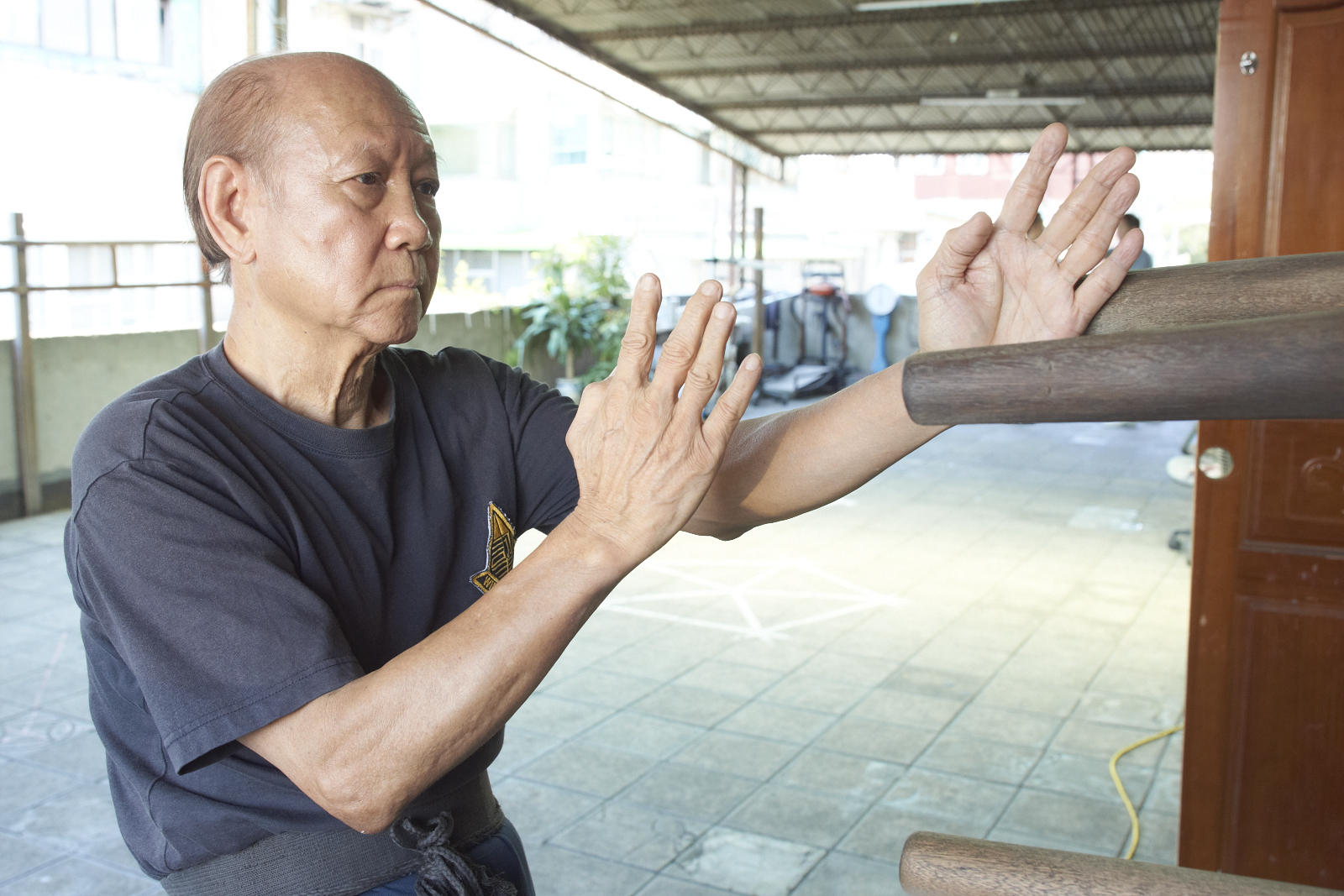
Maestrul

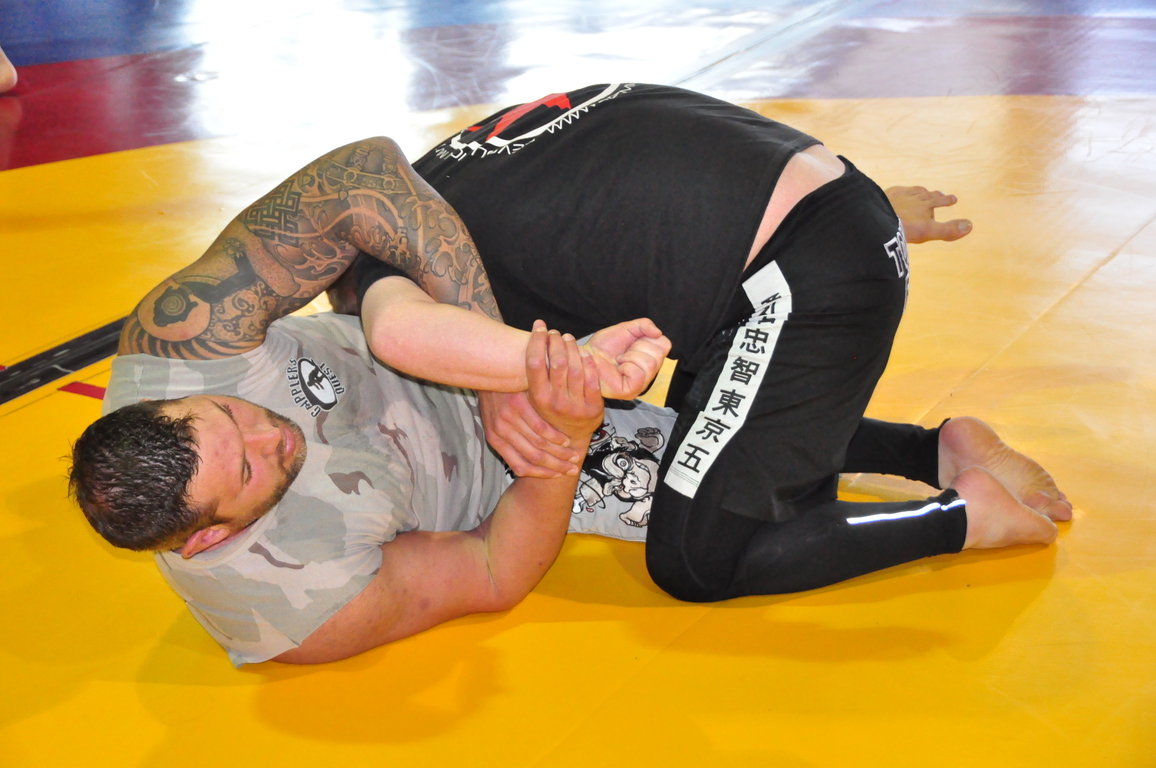
Seminar al lui Neil Melanson din martie 2012 (demonstrând o răsucire de braț în stil Kimura).

Artele marțiale reprezintă un sistem complex de tehnici de luptă, cu sau fără arme, însușit la nivel individual.

## Istorie
Se poate spune despre „artele marțiale” că au existat de-a lungul întregii istorii a omenirii. Încă din vremea Jocurilor Olimpice antice a rămas moștenire o artă, pankration, numită în timpurile moderne box, precum și celebrele lupte greco-romane, modificate în mai puțin protectivele lupte libere, care la români au fost cunoscute sub denumirea de trântă.
Merită amintit celebrul dans al călușarilor, care denotă transformarea unui sistem de luptă, cu sabia, într-un dans. De asemenea, se pot menționa obiceiurile oșenilor și moroșenilor de a purta cuțite. Se poate spune că încă există o transmisie orală a unor tehnici de luptă cu această armă.
De asemenea, la nivel european trebuie să fi existat forme similare sau diferite de luptă; aici este de menționat franțuzescul savate (anul 1790 d.C.).

## Epoca modernă
Artele marțiale, în accepțiunea actuală, au în general origine orientală și presupun căutarea de către practicanți a unui sens mai adânc decât simpla pregătire pentru o confruntare fizică. Aceste țeluri se constituie într-un evantai larg, de la aspirații religioase până la simpla menținere a unei sănătăți perfecte. Din cauza scopurilor urmărite de fiecare tip de artă marțială, acestea nu sunt în esență sporturi, însă spiritul de competiție prezent în unele dintre ele și pregătirea fizică pe care o presupun au dus la includerea unora (sau a formelor fizice de manifestare a lor) în această categorie. În realitate, practicarea artelor marțiale înseamnă, în principal, dezvoltarea unei conștiințe superioare, în armonie cu mediul înconjurator, și autocontrol realizat prin exerciții fizice și mentale, cunoștințe extinse de: medicină, filosofie orientală, tehnologia materialelor (pentru folosirea armelor), psihologie etc.

În funcție de: principiile strategice folosite, rolul acordat forței, vitezei și inițiativei, artele marțiale se împart în două mari ramuri (școli): stilul extern și stilul intern.
Nu se poate face trimitere la arte marțiale, în accepțiunea orientală, fără a ne referi la celebra lucrare chinezească a lui Sun Tzu – Arta războiului.

## Stiluri de arte marțiale
La ora actuală, există în lume sute de stiluri de arte marțiale, printre care se numără:
- Aikidō – japonez (întemeietor: O-Sensei Morihei Ueshiba)
- Ashihara – japonez
- Arnis – filipinez
- Baguazhang – stil intern chinezesc
- Boxul (pugilismul) – [preistoric] este o artă marțială cunoscută ca "arta pumnului", fiind în același timp și disciplină sportivă de ring.
- Changquan – chinezesc
- Hapkido – coreean
- Hakkō-ryū⁠(en)[traduceți] – japonez
- Hon-Do-Ryu – japonez
- Hwarangdo – coreean
- Iai-Do – japonez
- Isshinryu – okinawa-ian
- Jiu Jitsu – japonez
- Jiu jitsu brazilian – brazilian (întemeietori: Mitsuyo Maeda, Carlos Gracie, Helio Gracie)
- Judo – japonez (întemeietor: Jigoro Kano)
- Karate-dō – japonez / okinawa-ian
- Kaisendo – nipono-spaniol
- Kalarippayattu – indian
- Kendo – japonez
- Kempo – americano-japonez
- Kickboxing – americano-japonez, dar cu origini antice greco-indiene
- Kobudo – japonez
- Kung Fu – chinezesc (termen sub care au devenit cunoscute artele marțiale chinezești în Apus și care înseamnă, de fapt, măiestrie sau realizare deosebită într-un domeniu[2]). Termenul corect pentru artele marțiale chinezești este Wushu.
- Kyudo – japonez
- Lupte – greco-romane, libere, wrestling-ul
- Muay Boran[3] – cu formele moderne: Muay Thai (tailandez), pradal serey (cambogian), Muay Lao (laoțian), lethwei (birmanez), tomoi (malaez).
- Nanquan – chinezesc
- Ninjitsu – japonez
- Qwan-Ki-Do – vietnamez (întemeietor: Pham Xuan Tong)
- Savate – franțuzesc
- Shaolinquan – chinezesc
- Silat – indoneziano-malaez
- Sumo – japonez
- Taekwon-Do – coreean
- Taijiquan – stil intern chinezesc
- Trântele – Substilul românesc de lupte libere
- Unifight – ruso-german
- Vovinam Viet Vo Dao – vietnamez, de către unii considerată ca fiind cea mai importantă
- Wing Chun – stil intern/extern chinezesc
- Wushu – totalitatea artelor marțiale chinezești
- Xingyiquan – stil intern chinezesc

## Stiluri de arte marțiale mixte
- Sportive, în funcție de regulile competițiilor respective:
  - Pankration – grecesc
  - Sambo – rusesc
  - PRIDE MMA – japonez
  - Vale Tudo MMA – brazilian
  - UFC MMA – american
  - Pancrase MMA – japonez
- Militare sau de stradă:
  - Jeet Kune Do – chinezesc (întemeietor: Bruce Lee)
  - Krav Maga – israelian
  - Systema – rusesc

Observație: Gruparea artelor marțiale realizată mai sus este extrem de subiectivă. O mulțime de arte marțiale tradiționale sunt predate, în prezent, ca sporturi (cu pregătirea orientată spre competiții), iar altele, chiar dacă au origini militare, sunt predate în special civililor (cum ar fi: Krav-Maga).